# 南希·玛丽·布朗
南希·玛丽·布朗（1959年—）是一位美国作家，主要作品有《象牙维京人：刘易斯棋中北欧历史与神话》（Ivory Vikings：The Mystery of the Most Famous Chessmen in the World and the Woman Who Made）等。